# Dino: Italian Love Songs
| Recensione | Giudizio |
| ---------- | -------- |
| Allmusic   | [ 1 ]    |

Dino: Italian Love Songs è un album discografico del cantante e attore italoamericano Dean Martin, pubblicato dalla Capitol Records nel 1962.

## Il disco
Le sedute di registrazione che produssero il materiale per l'album ebbero luogo tra il 6 e l'8 settembre 1961. Dino: Italian Love Songs venne pubblicato il 5 febbraio 1962. L'orchestra di accompagnamento fu diretta da Gus Levene. La versione originale dell'LP contiene dodici canzoni della tradizione partenopea e romana rielaborate alla maniera caratteristica degli italoamericani.

## Tracce

### LP

#### Lato A
1. Just Say I Love Her (Dicitencello vuje) (Rodolfo Falvo, Jack Val, Jimmy Dale, Martin Kalmanoff, Sam Ward) – 2:47
2. Arrivederci Roma (Renato Rascel, Carl Sigman) – 2:41
3. My Heart Reminds Me (Camillo Bargoni, Paul Siegel, Al Stillman) – 2:28
4. You're Breaking My Heart (Mattinata) (Pat Genaro, Sunny Skylar) – 2:45
5. Non Dimenticar (Don't Forget) (Michele Galdieri, Shelly Dobbins, P.G. Redi) – 3:05
6. Return To Me (Ritorna a Me) (Danny Di Minno, Carmen Lombardo) – 2:44

#### Lato B
1. Vieni Su (Johnny Cola) – 2:26
2. On an Evening in Roma (Sott'er celo de Roma) (Sandro Taccani, Umberto Bertini, Nan Fredricks) – 2:28
3. Pardon (Perdoname) (Carmen Lombardo, Danny DiMinno) – 3:00
4. Take Me in Your Arms (Torna a Surriento) (adattamento di Joseph J. Lilley) – 2:38
5. I Have But One Heart ('O marenariello) (Salvatore Gambardella, Johnny Farrow, Marty Symes) – 3:02
6. There's No Tomorrow ('O sole mio) (Eduardo di Capua, Al Hoffman, Leo Corday, Leon Carr) – 2:48

### Compact Disc
- Nel 1997 la EMI/Capitol unì insieme gli album Dino: Italian Love Songs e Cha Cha de Amor (sempre del 1962). (N° di catalogo 7243 8 55393 2 9).
- Nel 2005 la Collectors' Choice Music ristampò l'album con ulteriori quattro tracce bonus. (N° di catalogo WWCCM06052).

1. Bella, Bella Bambina (Adolph Ross, Addy Baron) – 2:34
2. Giuggiola (Nisa / Sammy Cahn, Corrado Lojacono) – 2:07
3. Simpatico (Arthur Schwartz, Sammy Cahn) – 2:52
4. Belle from Barcelona (Dante de Paulo, Louis Yule Brown) – 2:48

## Formazione
- Dean Martin – voce
- Robert F. Bain – chitarra
- Alton R. Hendrickson – chitarra
- Allan J. Reuss – chitarra
- Murray Shapinsky – ottoni
- Nick Fatool – batteria
- Louis "Lou" Singer – batteria
- Kermit 'Ken' Lane – pianoforte
- Carl L. Fortina – fisarmonica
- Justin DiTullio – violoncello
- Armond Kapproff – violoncello (Sessioni 10276 e 10278)
- Raphael Kramer – violoncello (Sessioni 10274 e 10278)
- Edgar Lustgarten – violoncello (Sessioni 10274 e 10276)
- Kurt Reher – violoncello (Sessione 10274)
- Ann Mason Stockton – arpa
- Joseph DiFiore – viola (Sessione 10278)
- Alvin Dinkin – viola (Sessioni 10274 e 10276)
- Alan Harshman – viola (Sessione 10274)
- Louis Kievman – viola (Sessioni 10276 e 10278)
- Virginia Majewski – viola
- Paul Robyn – viola
- Victor Arno – violino
- Israel Baker – violino
- Kurt Dieterle – violino
- Jacques Gasselin – violino (Sessioni 10276 e 10278)
- James Getzoff – violino (Sessioni 10274 e 10278)
- Ben Gill – violino (Sessioni 10274 e 10278
- Anatol Kaminsky – violino
- Nathan Kaproff – violino
- Joseph Livoti – violino
- Daniel Lube – violino
- Louis Raderman – violino (Sessioni 10274 e 10276)
- Mischa Russel – violino (Sessioni 10276 e 10278)
- Marshall Sosson – violino (Sessione 10274)
- Harry Zagon – violino
- Gus Levene - arrangiamento, conduzione